# Косар Микола Григорович
Косар Микола Григорович (псевдонім — Я. Чорнобривий, криптонім — Я. Ч.; 20 грудня 1897, с. Купчинці, нині  Тернопільського району Тернопільської області — 5 травня 1945, там само) — український самодіяльний поет. Брат Михайла Косара.

## Біографія
Закінчив школу в рідному селі, а згодом вчився на сільськогосподарських курсах, організованих поетом Павлом Думкою.
В юності цікавився літературою та історією. Ще сімнадцятирічним написав вірш «Ой, їхало царське військо», в якому розповідається про те, як у 1914 році за наказом російського офіцера-чорносотенця був зруйнований пам'ятник Т. Шевченку в Денисові.
Під час 1-ї світової війни воював в австрійській армії на Італійському і Сербському фронтах.
1920—1930-ті — діяльний у «Просвіті», «Сільському господареві», друкувався у «Громадському голосі», «Жіночій долі» та інших періодичних виданнях, українських часописах Канади і США.
У 1930 році був пацифікований польськими шовіністами.

## Творчість
Разом із братом написав «Історію Купчинців» (рукопис втрачений).